# دينيس ديميانينكو
دينيس ديميانينكو (بالأوكرانية: Дем'яненко Денис Анатолійович)‏ هو لاعب كرة قدم أوكراني، ولد في 5 يوليو 2000 في كييف في أوكرانيا.

## وصلات خارجية
- دينيس ديميانينكو على موقع اتحاد أوكرانيا (الإنجليزية)
- دينيس ديميانينكو على موقع قاعدة بيانات كرة القدم.إي يو (الإنجليزية)
- دينيس ديميانينكو على موقع Soccerway.com (الإنجليزية)
- دينيس ديميانينكو على موقع عالم كرة القدم.نت (الإنجليزية)